# Llau de Font Gotellera
El barranc de la Torre és un afluent per l'esquerra del riu de Conques. Discorre del tot per l'antic terme de Conques, actualment del municipi d'Isona i Conca Dellà.
Es forma a 568 m. alt., per la unió del barranc de la Masia del Tonyet i un altre barranc paral·lel a aquest, al nord-est de la Masia del Tonyet i al nord-oest de la de Claverol.